# Unununium (so)
Unununium é um sistema operacional que se esforça para criar um ambiente de computação melhor pela maximização das interconexões entre os componentes.
Unununium está em estágios adiantados do desenvolvimento. Embora já exista um sistema básico, Unununium não está pronto para uso como um SO de propósitos gerais.

## Status
O projeto parece haver sido definitivamente abandonado em março de 2007.
Para mais informações, veja a página principal do projeto (em inglês).